# Bányászjárás

Bukaresti bányászjárás 1990 februárjában

A bányászjárás (románul mineriadă) azoknak a romániai eseményeknek az összefoglaló neve, amely során elsősorban a központi román államhatalom hívására szervezetten beszállítva, felfegyverezve támadták meg a mindenkori államhatalom vélt ellenségeit a Zsil-völgyi román bányászok. Az 1990-es években hatszor is sor került bányászjárásra, a végső célpont mindig Bukarest volt. Az első négy megmozdulásról (1990-91) bizonyítható, hogy a Ion Iliescu-féle vezetés hívta be a bányászokat a rendszer ellenfeleinek megfélemlítésére, míg az utolsó két alkalommal a kiindító okok elsősorban gazdaságiak voltak, ekkor nem is jutottak el a vájárok Bukarestig. A bányászjárások során a bányászok rengeteg embert megvertek, sok sok épületet feldúltak, raboltak, fosztogattak és gyilkosságokat is elkövettek. A hivatalos adatok szerint a hat bányászjárásnak összesen 9 halottja és kb. 1250 sebesültje volt, miközben 605 letartóztatást regisztráltak. Az eseménysorozat súlyos bélyeget vetett Románia nemzetközi tekintélyére, jelentősen visszavetette az európai integrációhoz vezető utat. A bányászjárások legismertebb alakja Miron Cozma szakszervezeti vezető volt.
A román kommunista diktatúra már az 1989-es forradalom alatt is fel akarta használni a bányászokat. Akkor a Zsil-völgyből vonatokon küldték őket Temesvárra olyan indokkal, hogy a magyarok, cigányok és huligánok randalíroznak a városban, fenyegetik a közbiztonságot, ezért a népnek kell megfékezni őket. A bányászok egy része ténylegesen elindult Temesvárra, botokkal és csákány- ill. lapátnyelekkel felfegyverezve, de a városba érve megbizonyosodtak arról, hogy forradalom zajlik, ezért átálltak a forradalmárok mellé. Iliescu ezt a kommunista gyakorlatot most saját ellenfeleivel szemben vetette be.

## Előzmények
Románia Nicolae Ceaușescu hosszú uralkodása (1965–1989) után éppen csak felocsúdott a változások hatására. Az országban a diktatúra időszaka alatt gyakorlatilag nem létezett szervezett ellenzék, és az emberek nagy része nem élt még soha demokráciában. Ceaușescu bukását követő zűrzavaros napokban, 1989. december 24-én Ion Iliescu, a Nemzeti Megmentési Front Tanácsának (NMFT) elnöke vette át ideiglenesen a hatalmat, a demokratikus választások kiírásáig. Az első időkben a Front politikusai még úgy nyilatkoztak, hogy csak választásokig irányítja az NMFT az országot. Az új rendszer stabilizálódását követően 1990. január 23-án bejelentették, hogy Front indulni kíván a választásokon, amelyet 1990. május 10-re tűztek ki. A bejelentés jelentős törést idézett elő az NMFT-én belül, számos, a Ceaușescu-korszak prominens ellenzéki aktivistája rögtön ki is jelentette kilépését a szervezetből. Közben az egykori történelmi pártok is kezdtek megalakulni, konkurenciát jelentve a friss hatalomnak. Iliescu, aki egykori másodvonalas kommunista káder innentől kezdve már szilárd célja volt a friss hatalmának megtartása.

## Háttér
A Zsil-völgye több szempontból is speciális terület volt Románián belül. Egyrészt itt volt az ország legnagyobb bányavidéke, vagyis egy helyen, nagy tömegben lehetett mozgósítani a bányászokat. Másrészről viszonylagosan közel feküdt a fővároshoz, Petrozsény, a központi település mintegy 300 km-re található Bukaresttől. Ezen felül 1977-ben egy jelentős sztrájk következményeként a Securitate beépült a bányavidék szakszervezeteibe, illetve a bányászok mindennapjaiba. Az államhatalom, amely 1989-et követően sem oszlatta fel a biztonsági szolgálatokat, pontosan tudta irányítani a zömében alacsony iskoláztatottságú, könnyen manipulálható nagy embertömeget, amely ráadásul elérhető közelségben is volt.

## Az 1990. júniusi (3.) bányászjárás
Az 1990. június 13–15. közötti bányászjárás vált a legemlékezetesebbé. A Zsil-völgyi bányászok utaztak Bukarestbe, hogy „rendet teremtsenek” azok között akik a demokratikus választásokért és Ion Iliescu elnök leváltásáért tüntettek. A Nicolae Cămărăşescu mérnök és Miron Cozma almérnök vezette bányászok sok épületet feldúltak és összecsaptak a tüntetőkkel a bukaresti Egyetem téren, ahol öten (más források szerint hatan) meghaltak, hétszázötvenen megsérültek. A vájárok ezután a városban kezdtek törni zúzni és majdnem minden útjukba kerülő járókelőt (többnyire ártatlan kívülállókat, akiknek semmi köze nem volt se a tüntetésekhez, se a politikához) megvertek, inzultáltak, legyen az férfi, nő, idős vagy gyerek. A randalírozó bányászok emellett hat nőt is megerőszakoltak.
A bányászok behatoltak a fővárosi egyetemre, ahol a geológiai, irodalmi, matematikai és építészeti tanszékeken törtek-zúztak, a diákokat és tanáraikat bántalmazták, mialatt olyan jelszavakat harsogtak: Halál az értelmiségre! Mi dolgozunk és nem gondolkozunk! A bányászok mintegy ezerháromszáz embert ejtettek foglyul, zömében értelmiségieket és romákat, akiket még egy ideig jogtalanul tartottak rabságban.
A támadásnak etnikai iránya is volt, ugyanis a bányászok megtámadták a bukaresti romatelepeket is, ahol súlyosan bántalmazták a cigány férfiakat, nőket és gyerekeket, s elrabolták értékeiket is, mialatt heves cigányellenes szavakat skandáltak. A hatóságok ráadásul ezekben az esetekben épp a sértetteket állították elő és tartották egy ideig őrizetben, mialatt nem vagy csak akadozva jutottak orvosi ellátáshoz.
Az erőszakos események 1990. június 29-én értek véget.

### Elszámoltatás
2015-ben vizsgálat kezdődött az 1990-es ügyben. 2017. június 13-án, szimbolikusan a bányászjárás 27. évfordulójára időzítve vádat emeltek Ion Iliescu volt államfő, Petre Roman volt miniszterelnök, Gelu Voican Voiculescu egykori miniszterelnök-helyettes, Virgil Magureanu, a Securitate utódja, a Román Hírszerző Szolgálat (SRI) alapító igazgatója, Miron Cozma bányászvezér és mások ellen. (Az egyik érintett, Victor Stănculescu tábornok 2016-ban elhunyt.) A román legfőbb ügyészség Iliescut és 13 társát emberiesség elleni bűncselekmények elkövetésével vádolja.

## Az 1991. szeptemberi (4.) bányászjárás
1991. szeptember 24-én a Zsil-völgyi bányászok sztrájkba léptek, mivel a kormány nem volt hajlandó a szociális követeléseiket teljesíteni. Azt is követelték, hogy Petre Roman miniszterelnök utazzon Petrozsényba tárgyalni. Mivel ez nem történt meg, a bányászok indultak el Bukarestbe. Útközben erőszakkal kényszerítették a vasút alkalmazottait, hogy ingyen járműveket biztosítsanak számukra. Szeptember 25-én a bányászok körbevették a kormánypalotát és összecsaptak a rendfenntartó erőkkel. A kormányőrök tüzet nyitottak, több száz sebesült mellett 4-en meghaltak. Ion Iliescu államfő nyomására Petre Roman lemondott, Iliescu és Cozma pedig aláírt egy megállapodást, ami véget vetett a bányászjárásnak.
Cozmát 1999-ben az állam tekintélyének aláásása miatt 18 év börtönre ítélték, valamint kitiltották a Zsil-völgyből és Bukarestből. Iliescu 2004. december 15-én államfői kegyelemben részesítette, ám a felháborodás miatt néhány órán belül visszavonta határozatát. Cozma viszont bíróságon támadta meg a visszavonást, és 2005 júniusában szabadlábra helyezték.

## Az 1999. januári (5.) bányászjárás
1999. január 18. és 22. között Románia több megyéjét dúlta fel bányászjárás. Mintegy háromszáz embert – köztük hivatalos személyeket – bántalmaztak. A bányászok elégedetlenségét az váltotta ki, hogy elmaradtak a fizetésekkel, és magasabb végkielégítést akartak, de az akkori bukaresti kormány nem hagyta jóvá. A vájárok Miron Cozma és Romeo Beja szakszervezeti vezérekkel az élen megpróbáltak eljutni Bukarestbe, de a Vâlcea megyei Costestinél feltartóztatta őket a karhatalom. A súlyos összecsapásban 321-en sérültek meg. Végül Radu Vasile miniszterelnök megegyezett Cozmával, és a bányászok hazamentek.

## Az 1999. februári (6.) bányászjárás
1999. február 16-án Miron Cozma 2500 fős menetet szervezett Bukarestbe, mivel a Legfelsőbb Bíróság 18 évre ítélte az 1991. szeptemberi bányászjárás szervezéséért. Február 17-én indultak el 50 busszal, de az Olt megyei Stoeneşti hídjánál a rendőrség megállította és szétverte a tüntetőket, Cozmát és négy alvezérét pedig letartóztatták. Cozmát 10, Beját 5 év szabadságvesztésre ítélték 2005-ben. Beja, mielőtt börtönbe vonult volna, elmenekült Romániából és nyoma veszett. Ekkor Ausztriában élt, Wiener Neustadt-ban, ahol segélyekből tartotta el magát és családját. Csak 2016-ban fogták el, amikor fellebbezést nyújtott volna be az ítélet ellen.

## Külső hivatkozások
- A romániai forradalom és a bányászok, 1990. június 13–15. – YouTube-videó (románul)
- Takács Ferenc: Bányászjárások Romániában és ami mögöttük van Archiválva 2020. július 22-i dátummal a Wayback Machine-ben  – Magyar Szemle, XXVI. évf. 3-4. szám, 1999. március
- Az 1990-es bányászjárás ismeretlen történetei. A bányászok megjelenése a bukaresti cigánynegyedekben – Eurocom, 2014. június 16.
- Ara-Kovács Attila: A Zsil völgye: Bányásztangó – Magyar Narancs, 1998/1. szám